# Стрілецький заказник
Стрілецький заказник — ентомологічний заказник місцевого значення. Об'єкт розташований на території Маньківського району Черкаської області, смт Маньківка, урочище «Стрілище», 4 км в бік села Кищенці.
Площа — 2 га, статус отриманий у 1983 році.